# Pucciniastrum
Pucciniastrum G.H. Otth – rodzaj grzybów z rzędu rdzowców (Pucciniales). Grzyby mikroskopijne, pasożyty roślin.

## Charakterystyka
Pasożyty dwudomowe. Na roślinach nagonasiennych z rodziny sosnowatych (Pinaceae) tworzą spermacja i ecja, na drzewach i krzewach liściastych z rodziny brzozowatych (Betulaceae) uredinia i telia.
Spermacja bez peryfiz, o dyskoidalnym kształcie, zanurzone w tkance żywiciela, pod kutyną. Ecja również pod skórką. Ecjospory brodawkowane. Uredinia pod skórką. Ich ujście otoczone jest komórkami większymi od innych i często wyposażonymi w drobne kolce. Urediniospory mają hialinowe, kolczaste ściany, niewyraźne pory rostkowe, wewnątrz są żółte. Telia powstają pod skórką żywiciela i mają postać ułożonych palisadowo w jednej warstwie teliospor. Teliospory cienkościenne, bez trzonka. Podłużną przegroda podzielone są na dwie lub więcej komórek. Każda z nich posiada jedną porę rostkową w zewnętrznej ścianie.
W Polsce największe znaczenie gospodarcze ma P. goeppertianum powodujący rdzę jodły i brusznicy. Rdzę borówki wywołuje jeszcze inny gatunek – P. vaccini. Jego drugim żywicielem jest choina. 

## Systematyka i nazewnictwo
Pozycja w klasyfikacji według Index FungorumPucciniastraceae, Pucciniales, Incertae sedis, Pucciniomycetes, Pucciniomycotina, Basidiomycota, Fungi.
SynonimyCalyptospora J.G. Kühn, Phragmopsora Magnus, Pomatomyces Oerst.
Gatunki występujące w Polsce
- Pucciniastrum agrimoniae (Dietel) Tranzschel 1895
- Pucciniastrum areolatum (Fr.) G.H. Otth 1864
- Pucciniastrum circaeae (Schumach.) Speg. 1888
- Pucciniastrum epilobii (Pers.) G.H. Otth 1861
- Pucciniastrum goeppertianum (J.G. Kühn) Kleb. 1904
- Pucciniastrum guttatum (J. Schröt.) Hyl., Jørst. & Nannf. 1953
- Pucciniastrum pyrolae (J.F. Gmel.) J. Schröt. 1880
- Pucciniastrum sparsum (G. Winter) E. Fisch. 1904
- Pucciniastrum vaccinii Jørst. 1952

Nazwy naukowe na podstawie Index Fungorum. Wykaz gatunków w Polsce według Mułenki i in.